# Tachychlora prasia
Tachychlora prasia är en fjärilsart som beskrevs av Louis Beethoven Prout 1916. Tachychlora prasia ingår i släktet Tachychlora och familjen mätare. Inga underarter finns listade i Catalogue of Life.